# Siaton
Siaton (Bayan ng Siaton) är en kommun i Filippinerna. Kommunen ligger på ön Negros, och tillhör provinsen Negros Oriental. Folkmängden uppgår till 64 258 invånare.

## Barangayer
Siaton är indelat i 26 barangayer.
| - Albiga - Apoloy - Bonawon - Bonbonon - Cabangahan - Canaway - Casala-an - Caticugan - Candugay - Balanan - Datag - Giliga-on - Inalad - Malabuhan - Maloh | - Mantiquil - Mantuyop - Napacao - Poblacion I - Poblacion II - Poblacion III - Poblacion IV - Salag - San Jose - Sandulot - Si-it - Sumaliring - Tayak |